# Oliva lecoquiana
Oliva lecoquiana là một loài ốc biển, là động vật thân mềm chân bụng sống ở biển trong họ Olividae, họ ốc gạo hoa.